# توماس فوغل (مؤرخ)
توماس فوغل (بالألمانية: Thomas Vogel)‏ هو كاتب غير روائي ومؤرخ ألماني، ولد في 1959 في كارلسروه في ألمانيا.